# 贝尔什 (杜省)
贝尔什（法語：Berche，法語發音：[bɛʁʃ]）是法国杜省的一个市镇，属于蒙贝利亚尔区。

## 地理
贝尔什（47°28'21"N, 6°44'30"E）面积3.11 平方千米，位于法国勃艮第-弗朗什-孔泰大區杜省，该省份为法国东部内陆省份，北起上索恩省，西接汝拉省，东部及东南部与瑞士接壤，东北部与贝尔福地区省接壤。
与贝尔什接壤的市镇（或旧市镇、城区）包括：武若库尔、巴旺。

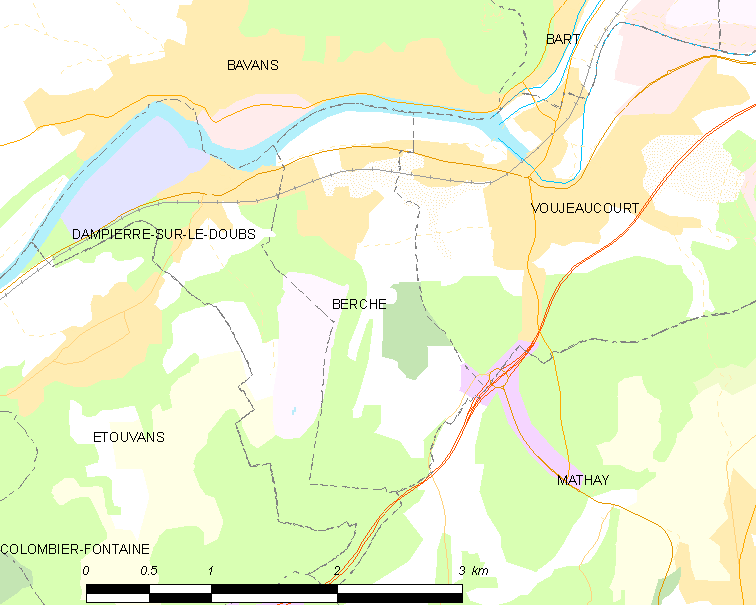
的OSM定位图

贝尔什的时区为UTC+01:00、UTC+02:00（夏令时）。

## 行政
贝尔什的邮政编码为25420，INSEE市镇编码为25054。

## 政治
贝尔什所属的省级选区为巴旺县。

## 人口

1962-2008年间人口变化图示

贝尔什于2022年1月1日时的人口数量为543人。